# Francesco Morandini
Pour les articles homonymes, voir Morandini.
Francesco Morandini, dit Il Poppi (Poppi 1544 - Florence 1597) est un peintre italien de l'école florentine du Cinquecento. Il signe PPP.

## Biographie

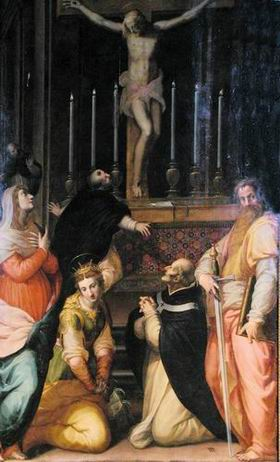
Le Crucifix qui parle à saint Thomas
Église San Domenico, Prato.

Élève de Giorgio Vasari, il exécuta ses premières œuvres pour l'hôpital des Innocents où il avait été accueilli lors de son arrivée à Florence.
Engagé dans la vie artistique de la cour des Médicis, il collabore à la décoration du Studiolo de François Ier au Palazzo Vecchio, exécutant les fresques du plafond avec Jacopo Zucchi, ainsi que les peintures d'Alexandre donne Campagne à Apelle et La Fonderie de bronze, pour les armoires murales.

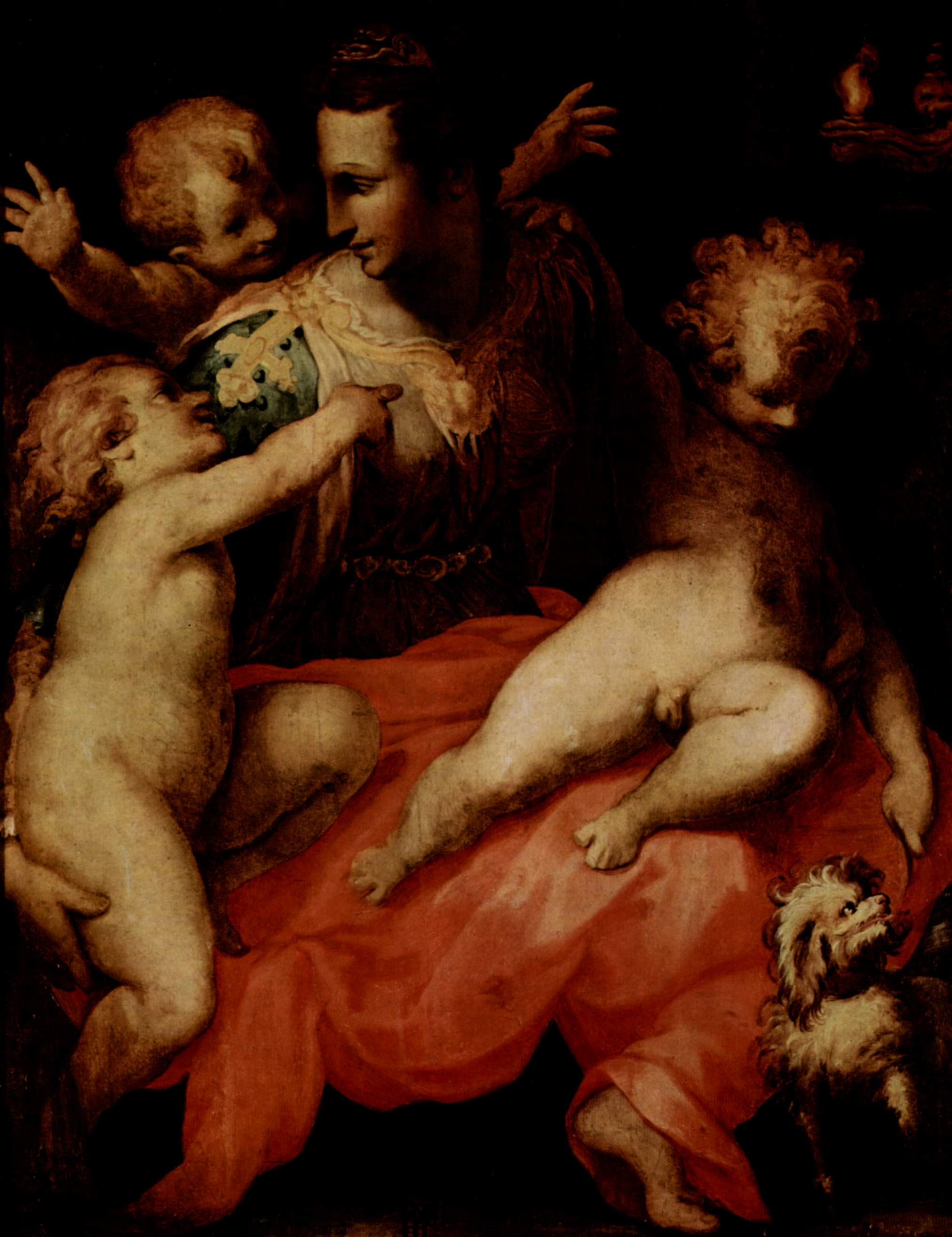
La Charité, 1570
Galleria dell'Accademia de Florence.

Au début des années 1570, compagnon d'atelier de Giovanni Battista Naldini, il s'inspire de sa manière nuancée et délicate, comme dans l'Archange Raphaël et Tobie de la Galleria Communale de Prato, dans La Charité de Galleria dell'Accademia de Florence et La Déposition de San Miniato al Tedesco.
Après une parenthèse en Casentino (175-1577), durant laquelle il réalisa divers retables pour sa ville natale qu'on peut encore voir aujourd'hui à  Poppi, il travailla pendant encore dizaine d'années aux nombreux tableaux qui lui ont été commandés pour les autels des églises de Florence (San Nicolo Oltrarno, San Marco, Église de la Crocetta). La composition plus déliée et naturelle, témoigne de l'influence d'Alessandro Allori.
Portraitiste actif (Portrait de don Vincenzo Borghini, Staatliche Kunsthalle Karlsruhe ; Portrait d'un haut fonctionnaire, Collection Cassa di Risparmio, Prato ; Portrait d'Antonio Ricci, Collection Martelli, Florence) dans les années 1590, il travailla surtout pour la province (Prato, Castiglion Fiorentino, Cortone), réalisant des retables à la composition simplifiée, inspirée des maîtres florentins de la première moitié du XVIe siècle.

## Œuvres
- Retable de l'Église San Niccolò Oltrarno (à côté du palazzo Nasi), Florence
- Les Trois Grâces, 1570, huile sur cuivre, 30 × 25 cm, Musée des Offices, Florence
- L'Archange Raphaël et Tobie, v. 1570, Galleria Communale de Prato
- Le Crucifix qui parle à saint Thomas (~1590), retable de l'Église San Domenico à Prato
- La Charité, début des années 1570, huile sur bois, 126 × 103 cm, Galleria dell'Accademia de Florence. Selon Borghini, il exécuta plusieurs tableaux sur le même thème pour Antonio Serguidi, Francesco del Nero et Regolo Coccapani
- La Déposition, v. 1570, San Miniato al Tedesco
- Lamentation sur le Christ mort, v. 1572, huile sur bois, 116 × 86 cm, Collection particulière
- Crucifixion et saints, v. 1580, Église San Michele in San Salvi
- Portrait d'Antonio Ricci, 1587-1590, Collection Casa Martelli[3]
- Portrait de don Vincenzo Borghini, v. 1590, Staatliche Kunsthalle Karlsruhe ;
- Portrait d'un haut fonctionnaire, v. 1590, Collection Cassa di Risparmio, Prato ;
- Sainte Hélène, huile et tempera sur panneau, 89 × 73 cm, Walters Art Museum

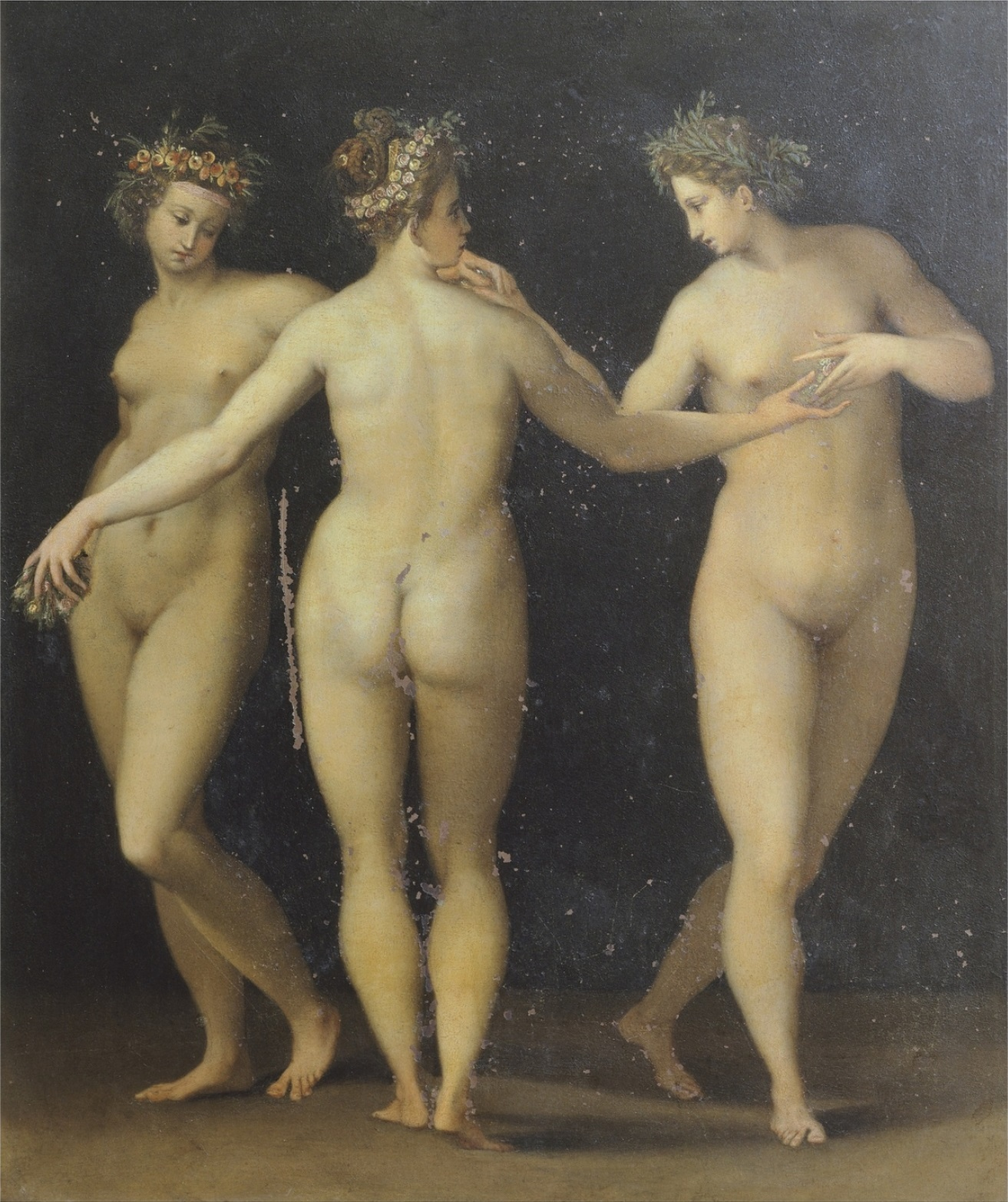
Les Trois Grâces, 1570 Musée des Offices
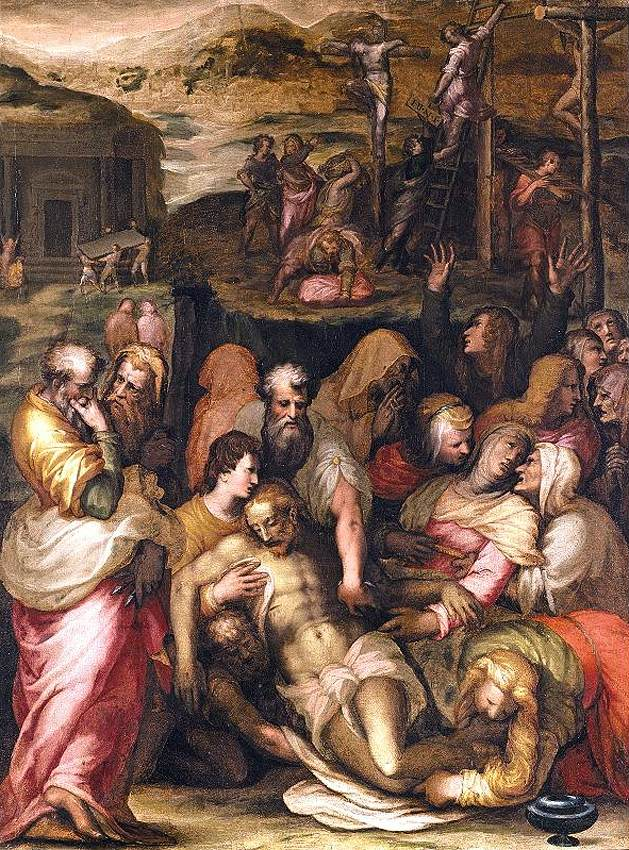
Lamentation sur le Christ mort, v. 1572, collection particulière
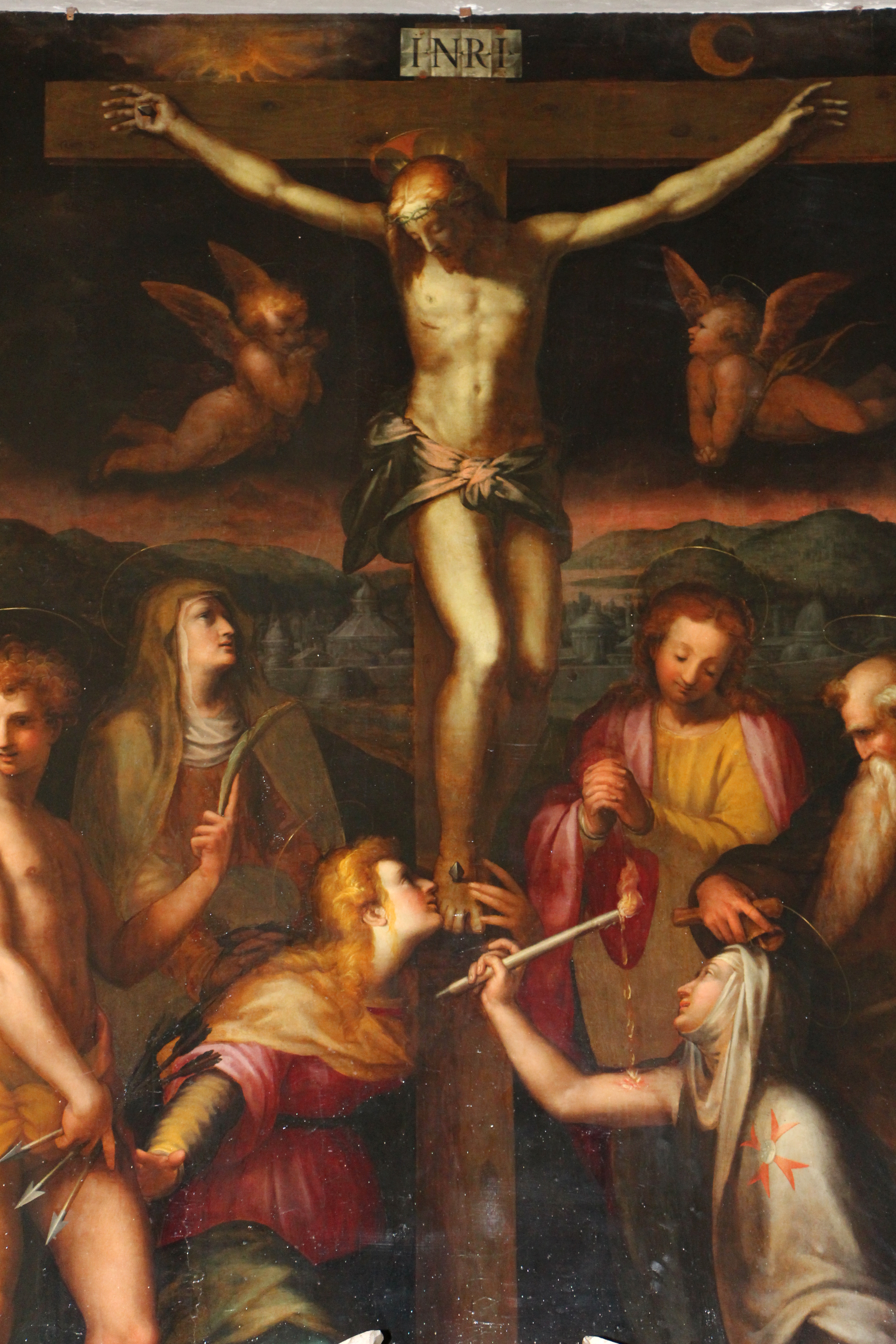
Crucifixion, v. 1580 Église San Michele in San Salvi
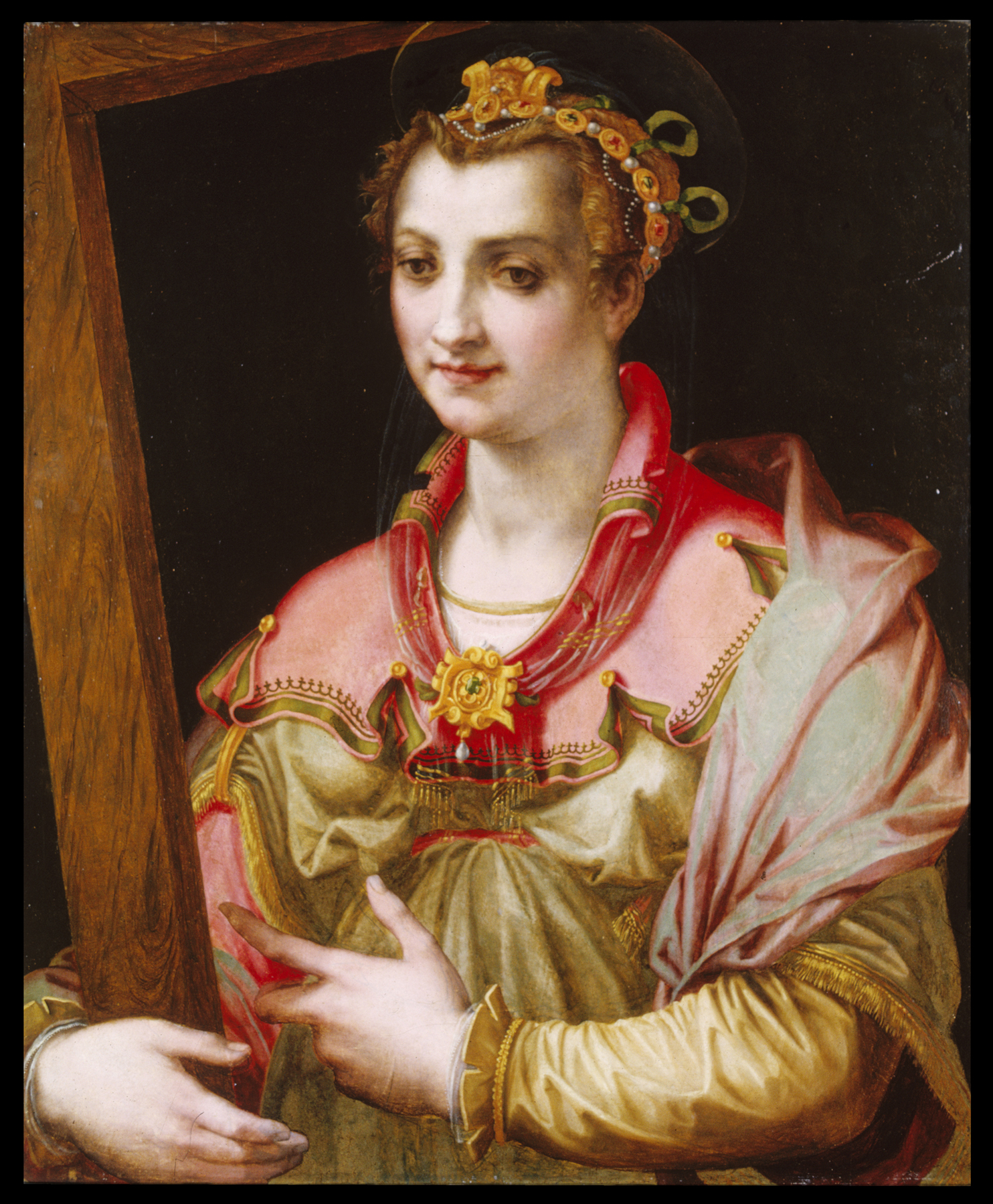
Sainte Hélène Walters Art Museum